# Tom Siwe
Tom Olof Siwe, född 2 mars 1987 i Jönköping, är en svensk fotbollsspelare.

## Klubbkarriär
Siwes moderklubb är IF Hagapojkarna. Han fick sitt genombrott i Husqvarna FF, dit han kom från IF Hallby. Han gjorde ett mål för klubben i Division 2 Mellersta Götaland 2005. Därefter värvades han av SC Heerenveen, där han fick inte någon speltid alls. 
Han vände hemåt och valde under sommaren 2008 att skriva på för Jönköpings Södra. Siwe debuterade för J-Södra den 8 september 2008 i en hemmamatch mot BK Häcken (0–2), där han byttes in i den 61:a minuten mot Peter Klancar. Han skrev den 22 december 2010 på ett nytt kontrakt med Jönköping Södra på ett år och med option på ett till. I november 2014 förlängde han sitt kontrakt med klubben över säsongen 2015. Siwe gjorde allsvensk debut den 2 april 2016 i en 1–0-vinst över Kalmar FF. Efter säsongen 2019 lämnade han klubben.
Den 12 januari 2020 värvades Siwe av Ljungskile SK, där han skrev på ett tvåårskontrakt.